# Bithoracochaeta nigricoxa
Bithoracochaeta nigricoxa är en tvåvingeart som beskrevs av Márcia Souto Couri 2005. Bithoracochaeta nigricoxa ingår i släktet Bithoracochaeta och familjen husflugor. Inga underarter finns listade i Catalogue of Life.